# Distretto di Xocalı
Il distretto di Xocalı (in azero: Xocalı rayon) è un distretto dell'Azerbaigian. Il distretto, che è stato dal 1993 al 2024 sotto l'occupazione del Nagorno-Karabakh, ha come capoluogo la città di Xocalı.